# Флаг Саксонии-Анхальт
Флаг Саксонии-Анхальт (нем. Flagge Sachsen-Anhalts) — один из символов федеральной земли Саксонии-Анхальт.
Государственный флаг определен статьей 3 Закона о государственном гербе от 27 апреля 2017 года: «Государственный флаг состоит из двух горизонтальных полос одинаковой ширины государственных цветов желтого и черного цветов, посередине которых изображен государственный герб. Отношение высоты к длине флага примерно три к пяти. Государственный флаг может использовать кто угодно».

## История
В 1947 году провинция Саксония-Анхальт приняла конституцию, в которой в статье 3, параграф 1 государственный флаг был черно-желтым двухцветным — аналогично флагу Баден-Вюртемберга, который был указан в конституции 1953 года. . В июле 1952 года страна была де-факто распущена в рамках административной реформы в ГДР. Прусская провинция Саксония, которая включала большую часть территории нынешней Саксонии-Анхальт, также использовала двухцветный черный и желтый цвета. Цвета соответствовали цветам Избирательной Саксонии и были заимствованы из герба, разделенного на черный и золотой. В результате аннексии значительной части Саксонии после 1815 года (включая бывший саксонский Куркрайс) цвета были приняты новой прусской провинцией. С другой стороны, Королевство и Свободное государство Саксония используют бело-зеленый биколор с 1815 года.
В период с 1990 по 1992 год в земле Саксония-Анхальт использовался вертикальный черно-желтый двухцветный цвет, чтобы избежать путаницы с землей Баден-Вюртемберг.
Земля Саксония-Анхальт использовала два флага, государственный флаг и флаг государственной службы, до апреля 2017 года с ограничениями на использование служебного флага. Из-за риска путаницы с землей Баден-Вюртемберг черно-желтый государственный флаг без государственного герба был отменен постановлением парламента земли от 5 апреля 2017 года. Текущий флаг состояния является флагом предыдущей службы. Он выпущен для общего пользования.

### Государственный флаг до 2017 года
Государственный флаг был более подробно определен законом о государственном гербе от 2 июня 1998 года. В пункте 2 пункта 1 сказано:
«Национальный флаг состоит из двух вертикальных полос национальных цветов желтого и черного цветов».
Цвета взяты с герба. Каждый мог свободно использовать национальный флаг.

### Флаг государственной службы до 2017 года
Флаг национальной службы был описан Законом о государственном гербе от 2 июня 1998 года. Пункт 2, пункт 2 гласил:
«Помимо государственного флага на флаге государственной службы изображен государственный герб».
До апреля 2017 года использование флага государственной службы было зарезервировано исключительно за уполномоченными органами. Самовольное использование флага государственной службы являлось административным правонарушением (ст. 124 Закона об административных правонарушениях от 24 мая 1968 г.). С тех пор частное использование флага больше не подлежит никаким ограничениям.

## Указ о флаге
Вывешивание флагов на общественных зданиях в Саксонии-Анхальт регулируется постановлением о вывешивании флагов на официальных зданиях от 12 декабря 2007 г. В соответствии с этим дни показа флага определяются соответствующим федеральным указом, но ежедневный показ флага возможен в соответствии с упомянутым положением.